# Eljas Erkko
Juho Eljas Erkko (1 de junio de 1895, Helsinki - 20 de febrero de 1965, Helsinki) fue un político y periodista finlandés. Él fue ministro de Asuntos Exteriores y negoció con la Unión Soviética antes del comenzó de la Guerra de Invierno. Su padre fue el político y periodista Eero Erkko y su hijo el periodista Aatos Erkko.
Eljas Erkko se graduó de Abitur en 1914, en la Escuela de Guerra de Vimpeli en 1918 y en Maestría en Derecho en 1922. Fue elegido como miembro del Parlamento el 1 de septiembre de 1933 del distrito Uusimaa. Erkko fue elector de un presidente elegido por los votantes en la elección presidencial de 1931, 1937, 1940 y 1943.
Erkko fue ministro de Asuntos Exteriores de Finlandia entre 1938 y 1939, y uno de los finlandeses que negoció con la Unión Soviética. Los soviéticos exigieron un intercambio de zonas con Finlandia. Erkko no quería hacer ninguna concesión. Cuando comenzó la Guerra de Invierno, Väinö Tanner le asignó una nueva función gubernamental y decidió nombrarse a sí mismo como ministro de Relaciones Exteriores. Entre 1939 y 1940 él era un encargado de negocios en Estocolmo.
Al comienzo de la Guerra de Continuación, Erkko era el jefe de la oficina de prisioneros de guerra en Finlandia, función que ocupó hasta 1942. Después de la guerra, Erkko fue acusado en una corte marcial en 1946, pero más tarde se retiraron todos los cargos.
En los años posteriores, Erkko trabajó como director general y jefe del gobierno corporativo de Sanoma. También fue jefe del gobierno corporativo de muchas empresas finlandesas, como Rautakirja y Suomen Tietotoimisto, y un jefe de la junta de supervisión de Kansallis-Osake-Pankki. Erkko era también jefe de gobierno de la Asociación Finlandesa de América.